# كريستوفر ويلكينسون
كريستوفر ويلكينسون (بالإنجليزية: Christopher Wilkinson)‏ هو منتج أفلام وكاتب سيناريو ومخرج أمريكي، ولد في 29 مارس 1950 في نيويورك في الولايات المتحدة.

## وصلات خارجية
- كريستوفر ويلكينسون على موقع IMDb (الإنجليزية)
- كريستوفر ويلكينسون على موقع ألو سيني (الفرنسية)
- كريستوفر ويلكينسون على موقع أول موفي (الإنجليزية)
- كريستوفر ويلكينسون على موقع قاعدة بيانات الأفلام السويدية (السويدية)
- كريستوفر ويلكينسون على موقع قاعدة بيانات الفيلم (الإنجليزية)
- كريستوفر ويلكينسون على موقع كينوبويسك (الروسية)